# Martin Roos

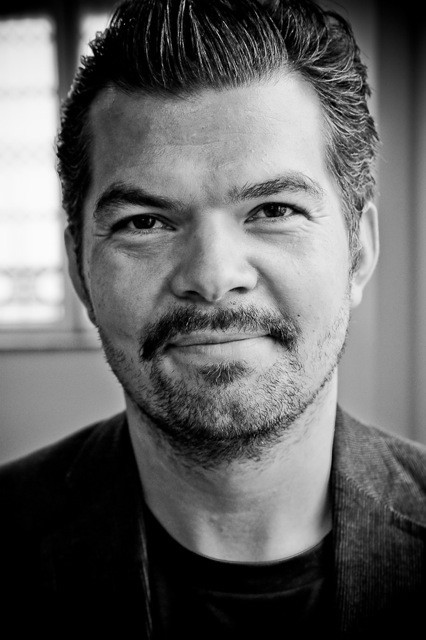
Martin Roos.

Martin Roos, född 11 november 1972, var kompgitarrist i Kent åren 1992–1995. Roos ersattes 1996 av Harri Mänty och var bandets manager fram till 2014 då han valde att lämna över till Micke Hagerman och Filip Wilén på bolaget Bud Fox. Dessa agerade managers fram tills bandet lade ner 2016. Roos uppgav att skiftet berodde på att han ville fokusera på sitt uppdrag som VD för det kommunala bolaget Eskilstuna Marknadsföring (senare Destination Eskilstuna).
Låten "En helt ny karriär" handlade om att han hoppade av Kent.
År 2018 släppte han under namnet Byråkrat ett instrumentalt album kallat Byråkrat. Den 18 april 2019 släpptes uppföljaren Tillit. EP:n Möte släpptes under 2021.